# Subversion
Subversion ili SVN je centralizirani sustav za upravljanje izvornim kôdom, nastao 2000. godine kao pokušaj zamjene CVS sustava boljim, sustavom za upravljanje izvornim kôdom otvorenog kôda. Subversion je primljen u Apache Inkubator 2009. godine, puno mu je ime Apache Subversion.

## Svojstva
- svn commit je atomska operacija, za razliku od cvs commita kod kojega može doći do nekonzistentnosti podataka